# 道の駅飯高駅
道の駅飯高駅（みちのえき いいたかえき）は、三重県松阪市飯高町宮前にある国道166号の道の駅である。

## 概要
名古屋大都市圏や京阪神大都市圏を中心に年間36万人以上の来場者があり、松阪市飯高町の観光拠点および地域活性化の拠点となっている。

## 歴史
1990年（平成2年）に地域の特産品販売所として開業した。「飯高駅」の由来は、奈良・平安時代の駅制（後に宿制）により設けられた「飯高駅」に由来する。
建設省（現在の国土交通省）による「道の駅」の制度により、1993年（平成5年）に全国103か所の施設と同時に、 三重県下で1番目の道の駅として登録された。 
2004年（平成16年）に温泉施設やレストラン、案内事務所を増設開業した。
2005年（平成17年）にそば打ち体験施設開業。
2023年（令和5年）にRVパークとドッグラン開業。
2024年（令和6年）に熟生ドーナツ専門店開業。
2025年（令和7年）にコテージを開業。

## 施設
- 駐車場[1]
  - 普通車：91台
  - 大型車：8台
  - 身障者用：4台
  - 二輪車：28台
- トイレ
  - 男：大 8器（1器）、小 6器（2器）
  - 女：10器（2器）
  - 身障者用：3器（1器）

※（）内は24時間使用可能
- 案内事務所（道路・観光案内、10:00 - 18:00）
- 香肌峡温泉 いいたかの湯（日帰り入浴施設、受付10:00 - 20:00）[1]
- レストランいいたか（11:00 - 19:00）[1][3][5]
- いいたかの店（特産品等販売所、9:00 - 18:00）[1]
- そば打ち体験
- 芝生公園
- RVパーク
- ドッグラン
- コテージ
- ドーナツ専門店（10ː30～17:00）
- もみほぐし（11:30～16:30）

### 管理団体
- 設置者：松阪市
- 指定管理者：株式会社飯高駅

## 休館日
- 毎週水曜日（祝日の場合は翌平日、いいたかの店を除く）
- いいたかの店は、6・12月の第2水曜休
- 全施設 年末年始（12月31日 - 1月1日）

## アクセス
- 国道166号 - 登録路線

自動車
- 伊勢自動車道松阪ICより約40分。
- 紀勢自動車道勢和多気ICより約30分。

## 周辺
- 珍布峠ウォーキングコース
- 小津安二郎資料室
- 北畠具教の首塚
- 蓮ダム（奥香肌湖）[3]
- 月出の中央構造線（国の天然記念物、日本の地質百選）
- 陶芸の森 虹の泉
- 宮前郵便局